# Estouy
Estouy – miejscowość i gmina we Francji, w Regionie Centralnym, w departamencie Loiret.
Według danych na rok 1990 gminę zamieszkiwały 443 osoby, a gęstość zaludnienia wynosiła 25 osób/km² (wśród 1842 gmin Regionu Centralnego Estouy plasuje się na 724. miejscu pod względem liczby ludności, natomiast pod względem powierzchni na miejscu 758.).